# Arthur Margelidon
Arthur Margelidon (12 de outubro de 1993) é um judoca canadense. Competiu nos Jogos Olímpicos de Verão de 2024 em Paris. Foi eliminado na repescagem pelo italiano Manuel Lombardo.
Terminou em quinto lugar nos Jogos Olímpicos de Verão de 2020. Conquistou o ouro no Campeonato Pan-Americano da Oceania de 2024, no Rio. Tornou-se campeão nacional em todas as categorias etárias. Ganhou 23 medalhas na Taça do Mundo. Margelidon fraturou o braço em julho de 2016 e não pôde competir no Rio. Conquistou a prata do Circuito Mundial nos Grandes Prémios de Hohhot e Zagreb e nos Grand Slams de Tóquio, Tbilisi, Abu Dhabi e Baku. Foi bronze no Grande Prémio de Budapeste, Cancún e Hohhot e bronze nos Grand Slams de Budapeste, Antalya e Baku. Terminou em sétimo lugar nos Jogos Olímpicos de 2024.